# Teldenia
Teldenia is een geslacht van vlinders van de familie eenstaartjes (Drepanidae), uit de onderfamilie Drepaninae.

## Soorten
- T. alba Moore, 1882
- T. apata Wilkinson, 1967
- T. argeta Wilkinson, 1967
- T. aurilinea Warren, 1922
- T. cathara Wilkinson, 1967
- T. celidographia Wilkinson, 1967
- T. desma Wilkinson, 1967
- T. fulvilunata Warren, 1897
- T. geminata Warren, 1922
- T. helena Wilkinson, 1967
- T. illunata Warren, 1907
- T. inanis Wilkinson, 1967
- T. latilinea Watson, 1961
- T. melanosticta Wilkinson, 1967
- T. moniliata Warren, 1902
- T. nigrinotata Warren, 1896
- T. nivea Butler, 1887
- T. niveata Pagenstecher, 1896
- T. obsoleta Warren, 1896
- T. psara Wilkinson, 1967
- T. pura Warren, 1899
- T. ruficosta Warren, 1922
- T. seriata Warren, 1922
- T. sparsata Wilkinson, 1967
- T. specca Wilkinson, 1967
- T. strigosa Warren, 1903
- T. subpura Rothschild, 1915
- T. unistrigata Warren, 1896
- T. vestigiata Butler, 1880